# Araripedactylus
Araripedactylus - duży pterozaur, znany z kości jednego skrzydła znalezionego w Brazylii. Żył we wczesnej kredzie.